# Leonardo Ribeiro de Almeida
Leonardo Eugénio Ramos Ribeiro de Almeida GCC • GCIH (Santarém, 19 de setembro de 1924 — Lisboa, 18 de janeiro de 2006) foi um político Português.

## Vida
Filho de José Paulo Patacho Ribeiro de Almeida e de sua mulher Maria Luísa Monteiro Ramos.
Licenciado em Direito pela Faculdade de Direito da Universidade de Lisboa, tornou-se advogado.
Pelo Partido Social Democrata (PPD/PSD), foi eleito adjunto para a Assembleia Constituinte e em 1980 para a Assembleia da República.
Tornou-se o 3.º e 5.º Presidente da Assembleia da República em dois períodos distintos da I e II Legislatura da Terceira República Portuguesa, entre 8 de janeiro de 1980 e 21 de outubro de 1981 e a partir de 3 de novembro de 1982 a 30 de maio de 1983, períodos em que também foi membro do Conselho de Estado Português. A 30 de junho de 1982 foi agraciado com a Grã-Cruz da Ordem Militar de Cristo.
Foi Ministro da Defesa Nacional entre novembro de 1985 e agosto de 1987.
Internacionalmente participou na Conferência dos Presidentes dos Parlamentos Europeus, em Madrid, 1980 e representou o Parlamento Português, na Conferência dos Parlamentos Latino-americanos em Bogotá em 1981.
A 30 de junho de 1982 foi agraciado com a Grã-Cruz da Ordem Militar de Nosso Senhor Jesus Cristo e a 2 de novembro de 1993 foi agraciado com a Grã-Cruz da Ordem do Infante D. Henrique.

### Condecorações[2][3]
- Grã-Cruz da Ordem Militar de Nosso Senhor Jesus Cristo de Portugal (30 de junho de 1982)
- Ilustríssimo Senhor Comendador da Ordem do Mérito Civil de Espanha (20 de março de 1989)
- Grande-Oficial da Ordem Nacional do Mérito de França (5 de maio de 1990)
- Grã-Cruz da Ordem de Honra da Grécia (15 de novembro de 1990)
- Grã-Cruz da Ordem do Infante D. Henrique de Portugal (2 de novembro de 1993)

## Funções governamentais exercidas
- X Governo Constitucional
  - Ministro da Defesa Nacional
- 3.º Presidente da Assembleia da República (1980-1981)
- 5.º Presidente da Assembleia da República (1982-1983)